# سول غولدمان
سول غولدمان (بالإنجليزية: Sol Goldman)‏ هو شخصية أعمال أمريكي، ولد في 2 سبتمبر 1917 في بروكلين في الولايات المتحدة، وتوفي في 18 أكتوبر 1987 في مانهاتن في الولايات المتحدة.